# イノセント〜無邪気なままで〜
「イノセント〜無邪気なままで〜」（イノセント むじゃきなままで）は、日本の歌手・和田光司の7枚目のシングル。
2002年5月22日にリリース。発売元はNECインターチャネル、販売元はキングレコード（NECM-12029）。

## 概要
- アニメ『デジモン』シリーズの第4作となった『デジモンフロンティア』の前期エンディングテーマで、オープニングを主に歌っていた和田にとって初めてのエンディング担当作品。これにより、和田はアニメ『デジモン』シリーズ全作品に関わり、加えて主題歌・オープニングテーマ・エンディングテーマ・挿入歌を全て担当した唯一の歌手となった。また、シリーズのエンディングでは初めて前田愛以外の歌手が担当した曲でもある。

## 収録曲
全曲 作詞：松木悠、作曲：千綿偉功
1. イノセント〜無邪気なままで〜 [4:25]
編曲：渡部チェル
  - フジテレビ系アニメ『デジモンフロンティア』前期エンディングテーマ
2. Daybreak [4:53]
編曲：大久保薫
  - KBS京都ラジオ『サンガ大好き』テーマソング
  - 京都放送『Jリーグ・京都パープルサンガ』中継テーマソング
3. イノセント〜無邪気なままで〜（Original Karaoke）
4. Daybreak（Original Karaoke）

## 収録アルバム
- デジモンフロンティア ベストヒットパレード (#1)
- The Best Selection〜Welcome Back! (#1,2)
- DIGIMON HISTORY 1999-2006 ALL THE BEST (#1)
- デジモンエンディングベストエイマー (#1)
- DIGIMON SONG BEST OF KOJI WADA (#1)